# Willis Gaylord Clark
Willis Gaylord Clark (ur. 1808, zm. 1841) – poeta amerykański, bliźniaczy brat Lewisa Gaylorda Clarka. Urodził się 5 października 1808 w miejscowości Otisco w stanie Nowy Jork. Zmarł na gruźlicę 12 czerwca 1841. Napisał cykl artykułów dla czasopisma The Knickerbocker zatytułowanych Ollapodiana. Jego najbardziej znanym dziełem poetyckim jest poemat The Spirit of Life z 1833.